# Камалягин, Денис Николаевич
Дени́с Никола́евич Камаля́гин (род. 22 февраля 1985, Макеевка, Донецкая область) — российский журналист, главный редактор региональной газеты «Псковская губерния». До марта 2022 года жил и работал в городе Псков. 16 марта 2022 года покинул Российскую Федерацию из-за политических преследований. В частности, из-за блокировки издания и обысков в рамках уголовного дела о клевете (ст. 128.1 УК) на губернатора области Михаила Ведерникова. Включён в реестр СМИ — иностранных агентов в декабре 2020 года.

## Биография
Родился 22 февраля 1985 года в Макеевке (Донецкая область, Украинская ССР). Позднее с родителями переехал в Псков. В 2007 году окончил Псковский государственный политехнический институт (факультет управления и экономики, специальность — «менеджмент организации»).

### Профессиональная карьера
Занялся журналистской деятельностью в 2003 году. Работал в таких изданиях как «Псковская провинция» (2007—2011), «Псковская губерния» (2011—2012), «Псковская лента новостей» (2012—2014). В октябре 2014 года стал главным редактором газеты «Псковская губерния». В декабре 2020 года включён в реестр СМИ, выполняющих функции иностранного агента.
Камалягин творчески использовал статус иноагента. Он сделал денежные переводы губернатору Псковской области Михаилу Ведерникову, депутату Государственной думы РФ Александру Козловскому и главе администрации Пскова Александру Братчикову. Таким образом Камалягин пытался добиться присвоения статуса «иноагентов» для первых лиц псковской исполнительной и законодательной власти. История имела широкий резонанс. Вскоре в положение об иностранном агенте внесли определённые изменения, защищающие госслужащих.
Весной 2022 года покинул Россию. Поселился в Риге. Продолжает заниматься независимой журналистикой. Является главным редактором и издании «Псковская губерния. On-line».
В июне 2022 года Камалягина оштрафовали на 10 тысяч рублей из-за отсутствия маркировки иностранного агента в постах на странице в личном Telegram-канале. В сентябре того же года на него составили протокол по статье о дискредитации армии. В июле 2023 года сотрудники Министерства юстиции составили протокол на главного редактора «Псковской губернии» Дениса Камалягина за то, что он не предоставил отчёты иностранного агента в ведомство. В ноябре 2023 года стало известно, что в Псковской области на Камалягина завели уголовное дело о повторной дискредитации армии (ч. 1 ст. 380 УК РФ).
В январе 2024 года на Камалягина заведено второе уголовное дело — по статье 330.1 УК РФ (Уклонение от исполнения обязанностей, предусмотренных законодательством Российской Федерации об иностранных агентах). 5 февраля Псковский городской суд заочно взял его под стражу.

### «Что? Где? Когда?»
Активный участник спортивного (любительского) «Что? Где? Когда?» (ЧГК). Выступал в составе псковской команды «Лыжню!» с 2006 по 2013 год. Был организатором ежегодного очного межрегионального турнира по спортивному ЧГК «Псковские снетки». Турнир проводился четыре раза (2009—2012), имел статус этапа Кубка России (ЭКР). В 2013 году входил в состав оргкомитета чемпионата России по ЧГК, прошедшего в Пскове. Камалягин является автором ряда вопросов для турниров по спортивному ЧГК.